# کاسرس (تاراگونا)
کاسرس (تاراگونا) (به اسپانیایی: Caseres) یک شهرستان در اسپانیا است که در ترا آلتا واقع شده‌است.

## خصوصیات
کاسرس ۴۲٫۹ کیلومترمربع مساحت و ۲۷۳ نفر جمعیت دارد و ۳۲۴ متر بالاتر از سطح دریا واقع شده‌است.